# أبو أحمد الزبيري
أبو أحمد محمد بن عبد الله بن الزبير بن عمر بن درهم الزبيري الكوفي مولى بني أسد. أحد رواة الحديث النبوي.

## سيرته
حدث عن مالك بن مغول، وفطر بن خليفة، وعيسى بن طهمان صاحب أنس بن مالك، وعمر بن سعيد بن أبي حسين، ومسعر بن كدام، وسعد بن أوس العنسي، وأيمن بن نابل، ورباح بن أبي معروف، وحمزة بن حبيب، والوليد بن عبد الله بن جميع، وسفيان الثوري، وشيبان النحوي، وسعيد بن حسان المخزومي، ويونس بن أبي إسحاق، وخلق كثير. حدث عنه ابنه طاهر، وأحمد بن حنبل، والقواريري، وأبو بكر بن أبي شيبة، وعمرو الناقد، وعبد الله بن نمير، وابن مثنى، ومحمود بن غيلان، ونصر بن علي الجهضمي، وأحمد بن سنان القطان، وبندار، ومحمد بن رافع، ويحيى بن أبي طالب، والكديمي، وخلق سواهم.
قال نصر بن علي الجهضمي: «قال لي أبو أحمد الزبيري أنا لا أبالي أن يسرق لي كتاب سفيان، إني أحفظه كله». رُوي عن حنبل عن أحمد: «كان كثير الخطأ في حديث سفيان». قال يحيى بن معين: «ثقة، وقال مرة ليس به بأس». قال العجلي: «كوفي ثقة يتشيع». قال بندار: «ما رأيت رجلا قط أحفظ من أبي أحمد الزبيري». قال أبو حاتم الرازي: «حافظ للحديث، عابد مجتهد، له أوهام». قال أبو زرعة الرازي وغيره: «صدوق». قال النسائي: «ليس به بأس». قال أبو داود: «كان أبو أحمد حبالا، يبيع الحبال».

## وفاته
توفي سنة 203 هـ. قال أحمد بن حنبل ومطين: «مات بالأهواز سنة ثلاث ومائتين».